# Ağbulaq (Şahbuz)
Ağbulaq è un comune dell'Azerbaigian situato nel distretto di Şahbuz.